# Аквапорин 5
Аквапорин 5 — белок группы аквапоринов, водный канал, играет важную роль в образовании слюны, слёз и лёгочного секрета. 

## Структура
Подобно другим аквапоринам аквапорин 5 является тетрамерным интегральным белком. Мономер состоит из 265 аминокислот, содержит 2 тандемных повтора с 3 трансмембранными участками и петлю с характерным мотивом аспарагин-пролин-аланин, которая формирует водный канал.